# Борисово (муниципальное образование город Алексин)
Борисово — деревня в составе муниципального образования город Алексин Тульской области России.

## География
Деревня находится в северо-западной части Тульской области, в пределах северо-восточного склона Среднерусской возвышенности, в подзоне широколиственных лесов, к западу от автодороги 70К-014 (Алексин-Поповка-Тула), на расстоянии примерно 12 километров по прямой (19 км по автодорогам) к юго-востоку от города Алексина, административного центра округа. Абсолютная высота — 192 метра над уровнем моря.
Климат
Климат характеризуется как умеренно континентальный, с ярко выраженными сезонами года. Средняя температура воздуха летнего периода — 16 — 20 °C (абсолютный максимум — 38 °С); зимнего периода — −5 — −12 °C (абсолютный минимум — −46 °С). Снежный покров держится в среднем 130—145 дней в году. Среднегодовое количество осадков — 650—730 мм.
Часовой пояс
Деревня Борисово, как и вся Тульская область, находится в часовой зоне МСК (московское время). Смещение применяемого времени относительно UTC составляет +3:00.

## История
Упоминается на плане Генерального межевания Тульского наместничества 1790 года как деревня Барисова.
По данным 1859 года Борисова — владельческая деревня 2-го стана Алексинского уезда Тульской губернии при колодце, в 12 верстах от уездного города Алексина, с 25 дворами и 283 жителями (132 мужчины, 151 женщина).
В 1912 году в Алексинском уезде была проведена подворная перепись. Деревня Борисово, Борисовка тож относилась к Борисовскому сельскому обществу Широносовской волости. Имелось 91 хозяйство бывших крестьян Воронецкого (из них 83 наличных приписных и 8 отсутствующих), итого 449 человек (221 мужчина и 228 женщин) наличного населения (из них 106 грамотных и полуграмотных и 5 учащихся).
Имелось 120 земельных наделов, всего 421,2 десятины надельной земли (304,3 десятины пашни, 49,2 — сенокоса, 20,2 десятин леса и 26,9 — кустарника, 3,1 десятины выгона, 13,5 — усадебной земли и 4,0 — неудобной земли). 13 хозяйств сдавали в аренду 38,6 десятины удобной надельной земли; арендовано было 38,6 десятин надельной земли в своей общине и 27,3 десятины вненадельной земли 30 хозяйствами. В пользовании наличных хозяйств находилась 441 десятина удобной земли, в том числе 327 десятин пашни, 50,9 десятин сенокоса.
Под посевами находилось 245,7 десятин земли (в том числе 12,5 десятин усадебной), из неё озимая рожь занимала 107,9 десятин, яровой овёс — 79,4 десятины, чечевица — 24,7 десятины, огородные овощи — 12,5 (на усадебной земле), картофель — 9,4, лён — 5,2, ячмень — 4,1 десятины, гречиха — 2,4 и горох — 0,1 десятины.
У жителей были 91 лошадь, 211 голов КРС, 73 овцы и 85 свиней.
Промыслами занимался 131 человек: 43 — местными (в основном в своём селении) и 88 отхожими (в основном в Москве), из них 34 штукатура, 10 паркетчиков, 8 пильщиков, 8 плотников, 6 делающих ящики, 6 булочников.
По переписи 1926 года деревня Борисово была центром Борисовского сельсовета Алексинского района Тульской губернии, имелось 86 крестьянских хозяйств и 417 жителей (174 мужчины, 243 женщины). Ко Второй мировой войне число дворов сократилось до 36, однако была школа и деревня продолжала оставаться центром сельсовета.
В 1970—80-е годы деревня была центральной усадьбой совхоза «Знамя», в ней активно велось жилое строительство.
По переписи 2002 года население деревни, центра Борисовского сельского округа, составляло 506 человек, русские (83 %), в 2010 году — деревня Авангардского сельского поселения, 513 жителей (247 мужчин, 266 женщин). По переписи 2021 года — 515 человек. Из 509 указавших национальность было 437 русских, 29 армян, 15 таджиков, 12 азербайджанцев и 16 представителей других национальностей.

## Население
| 2002 | 2010 |
| ---- | ---- |
| 506  | ↗513 |

## Инфраструктура
Имеются начальная школа с дошкольным отделением, фельдшерский пункт, дом культуры с библиотекой, почтовое отделение и физкультурно-спортивная база «Динамо».